# Нашвилска червейница
Нашвилска червейница (Leiothlypis ruficapilla) е вид птица от семейство Parulidae. Видът е незастрашен от изчезване.

## Разпространение
Разпространен е в Бахамски острови, Белиз, Канада, Кайманови острови, Коста Рика, Куба, Салвадор, Гватемала, Хондурас, Мексико, Сен Пиер и Микелон, Търкс и Кайкос, САЩ и Малки далечни острови на САЩ.